# Sasin Graduate Institute of Business Administration
Das Sasin Graduate Institute of Business Administration (Thai: สถาบันบัณฑิตบริหารธุรกิจศศินทร์, RTGS: Sathaban Bandit Borihan Thurakit Sasin, Aussprache: [sàʔtʰǎːban bandìt bɔːríhǎːn tʰúʔráʔkìt sàʔsǐn]) ist eine Graduiertenschule für Management (Business School) auf dem Gelände der Chulalongkorn-Universität in Bangkok, Thailand.

## Geschichte
Das Sasin Institute wurde 1982 von Toemsakdi Krishnamra gegründet und an die renommierte Chulalongkorn-Universität angeschlossen. Das Institut ist ein Joint Venture der Chulalongkorn-Universität mit der Kellogg School of Management der Northwestern University im US-Bundesstaat Illinois und der Wharton School der University of Pennsylvania. Den heutigen Namen trägt das Institut seit dem 5. Dezember 1987, dem 60. Geburtstag von König Bhumibol Adulyadej.

### Etymologie
Der Name Sasin geht auf zwei Worte aus dem Sanskrit zurück: sasa (Hase) und indra (Höchster), bedeutet also so viel wie „König der Hasen“. König Bhumibol Adulyadej (Rama IX.) bestimmte diesen Namen für das Institut, weil er im Jahr des Hasen geboren wurde.

## Studiengänge
Alle Studiengänge werden in englischer Sprache angeboten. Insgesamt stehen acht Programme zur Auswahl:
- Doktoratsstudiengang in Marketing und Finanzwesen
- Master of Business Administration (Betriebswirtschaft)
- Executive MBA (EMBA)
- Diploma in Human Resource Management (HRM)
- Executive Education Programs Geschäftsführungs-Kurse
- Business English